# Local Government Act 1972
 (octobre 2022).
Si vous disposez d'ouvrages ou d'articles de référence ou si vous connaissez des sites web de qualité traitant du thème abordé ici, merci de compléter l'article en donnant les références utiles à sa vérifiabilité et en les liant à la section « Notes et références ».
Pour les articles homonymes, voir Local Government Act.
Le Local Government Act 1972 (1972) est une loi du Parlement au Royaume-Uni qui a réformé le fonctionnement du gouvernement local en Angleterre et au pays de Galles à compter du 1er avril 1974.
Les comtés métropolitains et non-métropolitains et les districts qu'il a mis en place restent encore d'actualité aujourd'hui, malgré le fait que les conseils de comté des comtés métropolitains ont été abolis en 1986, et que les conseils de comté et de district ont été remplacés par des autorités unitaires dans plusieurs comtés non-métropolitains en 1995-1996 et en 2009.
Cette réforme ne concernait pas l'Écosse, dont le système de gouvernance locale a été réformé en 1973.